# Zapasy na Letnich Igrzyskach Olimpijskich 1952 – kategoria ponad 87 kg w stylu wolnym
Zmagania mężczyzn ponad 87 kg to jedna z ośmiu męskich konkurencji w zapasach w stylu wolnym rozgrywanych podczas Letnich Igrzysk Olimpijskich 1952. Pojedynki w tej kategorii wagowej odbyły się w dniach 20 – 23 lipca.
Punktacja opierała się na systemie "złych punktów karnych". Przegrany otrzymywał 3 punkty. Zwycięzca otrzymywał zero punktów za wygraną przez "tusz" (łopatki), a jeden punkt za wygraną decyzją trzech sędziów. Uzyskanie pięciu lub więcej punktów karnych eliminowało zapaśnika z turnieju. Najlepsza trójka walczyła w rundzie finałowej. 

## Klasyfikacja[1]
| Miejsce | Nazwisko           | Kraj            |
| ------- | ------------------ | --------------- |
| 1       | Arsen Mekokiszwili | ZSRR            |
| 2       | Bertil Antonsson   | Szwecja         |
| 3       | Ken Richmond       | Wielka Brytania |
| 4       | İrfan Atan         | Turcja          |
| 5       | William Kerslake   | USA             |
| 6       | Taisto Kangasniemi | Finlandia       |
| 7       | Natale Vecchi      | Włochy          |
| 8       | Willi Waltner      | Niemcy          |
| 9       | Ahad Vafadar       | Iran            |
| 10      | Adolfo Ramírez     | Argentyna       |
| 10      | Auguste Baarendse  | Belgia          |
| 10      | József Kovács      | Węgry           |
| 10      | Josef Růžička      | Czechosłowacja  |

## Wyniki

### Pierwsza runda[2]
| Zwycięzca          | Punkty karne | Wynik        | Przegrany         | Punkty karne |
| ------------------ | ------------ | ------------ | ----------------- | ------------ |
| Arsen Mekokiszwili | 0            | Łopatki      | József Kovács     | 3            |
| Ken Richmond       | 0            | Łopatki      | Adolfo Ramírez    | 3            |
| Bertil Antonsson   | 0            | Łopatki      | Josef Růžička     | 3            |
| Taisto Kangasniemi | 0            | Łopatki      | Ahad Vafadar      | 3            |
| İrfan Atan         | 0            | Łopatki      | William Kerslake  | 3            |
| Natale Vecchi      | 1            | Decyzja, 3:0 | Auguste Baarendse | 3            |
| Willi Waltner      | 0            | Bez walki    |                   |              |

### Druga runda[3]
| Zwycięzca          | Punkty karne | Wynik        | Przegrany         | Punkty karne |
| ------------------ | ------------ | ------------ | ----------------- | ------------ |
| Arsen Mekokiszwili | 1            | Decyzja, 3:0 | Willi Waltner     | 3            |
| Ken Richmond       | 1            | Decyzja, 3:0 | József Kovács     | 6            |
| Bertil Antonsson   | 0            | Łopatki      | Adolfo Ramírez    | 6            |
| Taisto Kangasniemi | 0            | Łopatki      | Josef Růžička     | 6            |
| İrfan Atan         | 1            | Decyzja, 2:1 | Ahad Vafadar      | 6            |
| William Kerslake   | 3            | Łopatki      | Auguste Baarendse | 6            |
| Natale Vecchi      | 1            | Bez walki    |                   |              |

### Trzecia runda[4]
| Zwycięzca          | Punkty karne | Wynik        | Przegrany          | Punkty karne |
| ------------------ | ------------ | ------------ | ------------------ | ------------ |
| Willi Waltner      | 4            | Decyzja, 2:1 | Natale Vecchi      | 4            |
| Arsen Mekokiszwili | 2            | Decyzja, 2:1 | Ken Richmond       | 4            |
| Bertil Antonsson   | 1            | Decyzja, 2:1 | İrfan Atan         | 4            |
| William Kerslake   | 3            | Łopatki      | Taisto Kangasniemi | 3            |

### Czwarta runda[5]
| Zwycięzca          | Punkty karne | Wynik        | Przegrany          | Punkty karne |
| ------------------ | ------------ | ------------ | ------------------ | ------------ |
| Arsen Mekokiszwili | 2            | Łopatki      | Natale Vecchi      | 7            |
| Ken Richmond       | 4            | Łopatki      | Willi Waltner      | 7            |
| Bertil Antonsson   | 2            | Decyzja, 2:1 | William Kerslake   | 6            |
| İrfan Atan         | 5            | Decyzja, 3:0 | Taisto Kangasniemi | 6            |

### Runda finałowa
| Zwycięzca          | Punkty karne | Wynik        | Przegrany        | Punkty karne                      |
| ------------------ | ------------ | ------------ | ---------------- | --------------------------------- |
| Arsen Mekokiszwili | 2            | Decyzja, 2:1 | Ken Richmond     | 4 - (zaliczony wynik z III rundy) |
| Arsen Mekokiszwili | 3            | Decyzja, 2:1 | Bertil Antonsson | 5                                 |
| Bertil Antonsson   | 5            | Łopatki      | Ken Richmond     | 7                                 |